# Plagiomima euethes
Plagiomima euethes är en tvåvingeart som beskrevs av Henry J. Reinhard 1957. Plagiomima euethes ingår i släktet Plagiomima och familjen parasitflugor.
Artens utbredningsområde är Arizona. Inga underarter finns listade i Catalogue of Life.